# Třída Bourrasque
Třída Bourrasque byla třídou torpédoborců francouzského námořnictva postavených ve 20. letech 20. století. Třídu tvořilo celkem 12 jednotek. Vylepšenou verzí této třídy byly dvě jednotky polské třídy Wicher a tří jednotky jugoslávské třídy Beograd.

## Stavba
Kýly dvanácti jednotek této třídy byly založeny v letech 1923–1924. Torpédoborce do služby vstoupily v letech 1926–1928.
Jednotky třídy Bourrasque:
| Jméno      | Založení kýlu | Spuštěna | Vstup do služby | Osud |
| ---------- | ------------- | -------- | --------------- | --- |
| Bourrasque | 1923          | 1925     | 1926            | Dne 30. května 1940 potopen minou během operace Dynamo.                                                                                      |
| Cyclone    | 1923          | 1925     | 1927            | Dne 30. května 1940 během operace Dynamo byl poškozen německým torpédovým člunem S24. Dne 18. června 1940 potopen v Brestu vlastní posádkou. |
| Mistral    | 1923          | 1925     | 1927            | 1940 zajat Brity, po přezbrojení provozován jako HMS Mistral. Vyřazen.                                                                       |
| Orage      | 1923          | 1924     | 1926            | Potopen během operace Dynamo. |
| Ouragan    | 1923          | 1924     | 1927            | 1940 zajat Brity, předán polskému námořnictvu a roku 1943 Svobodným Francouzům. Vyřazen.                                                     |
| Simoun     | 1923          | 1924     | 1926            | 1940–1942 podřízen vládě ve Vichy. Vyřazen.                                                                                                  |
| Sirocco    | 1923          | 1925     | 1927            | Dne 31. května 1940 potopen během operace Dynamo torpédovými čluny S23 a S26.                                                                |
| Tempête    | 1923          | 1925     | 1926            | 1940–1942 podřízen vládě ve Vichy. Vyřazen.                                                                                                  |
| Tornade    | 1923          | 1925     | 1928            | Podřízen vládě ve Vichy – 8. listopadu 1942 potopen křižníkem HMS Aurora v Oranu během vylodění spojenců v Severní Africe.                   |
| Tramontane | 1923          | 1924     | 1927            | Podřízen vládě ve Vichy – 8. listopadu 1942 potopen křižníkem HMS Aurora v Oranu během vylodění spojenců v Severní Africe.                   |
| Trombe     | 1923          | 1925     | 1927            | 1940–1942 podřízen vládě ve Vichy. V Toulonu potopen vlastní posádkou. Vyřazen.                                                              |
| Typhon     | 1923          | 1924     | 1928            | Podřízen vládě ve Vichy – potopen Brity v Oranu během vylodění spojenců v Severní Africe.                                                    |

## Konstrukce

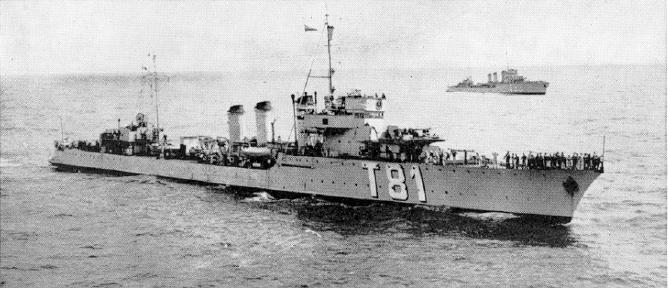
Simoun

Výzbroj tvořily čtyři 130mm kanóny umístěné v jednodělových věžích. Ty doplňoval jeden 75mm kanón a šest 550mm torpédometů. Výzbroj byla během služby upravována. Jediný 75mm kanón nahradily dva 37mm kanóny a dva 13,2mm kulomety. Pohonný systém tvořily dvě turbínová soustrojí a tři kotle. Lodní šrouby byly dva. Nejvyšší rychlost dosahovala 33 uzlů.

## Galerie

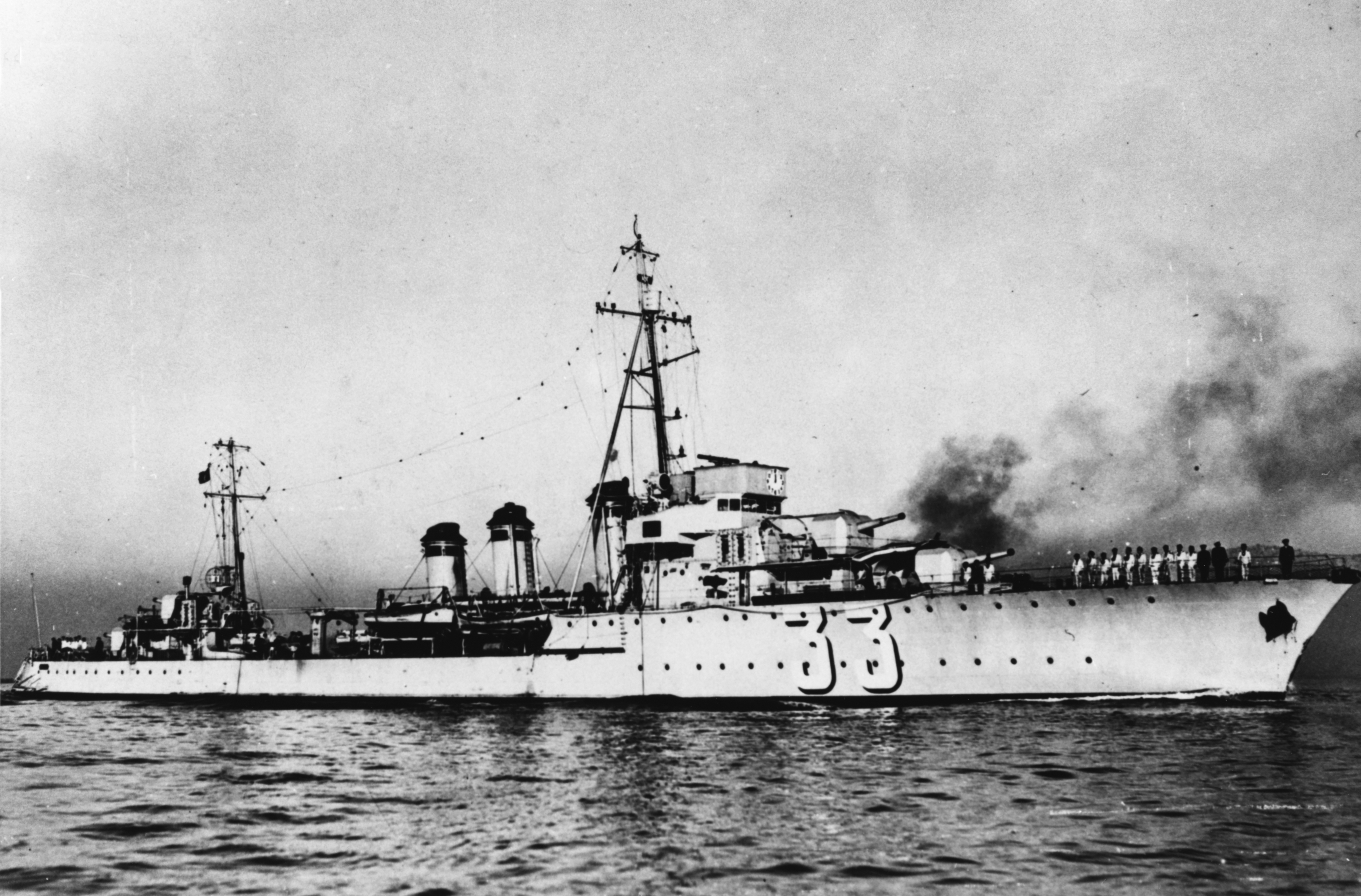
"Bourrasque"
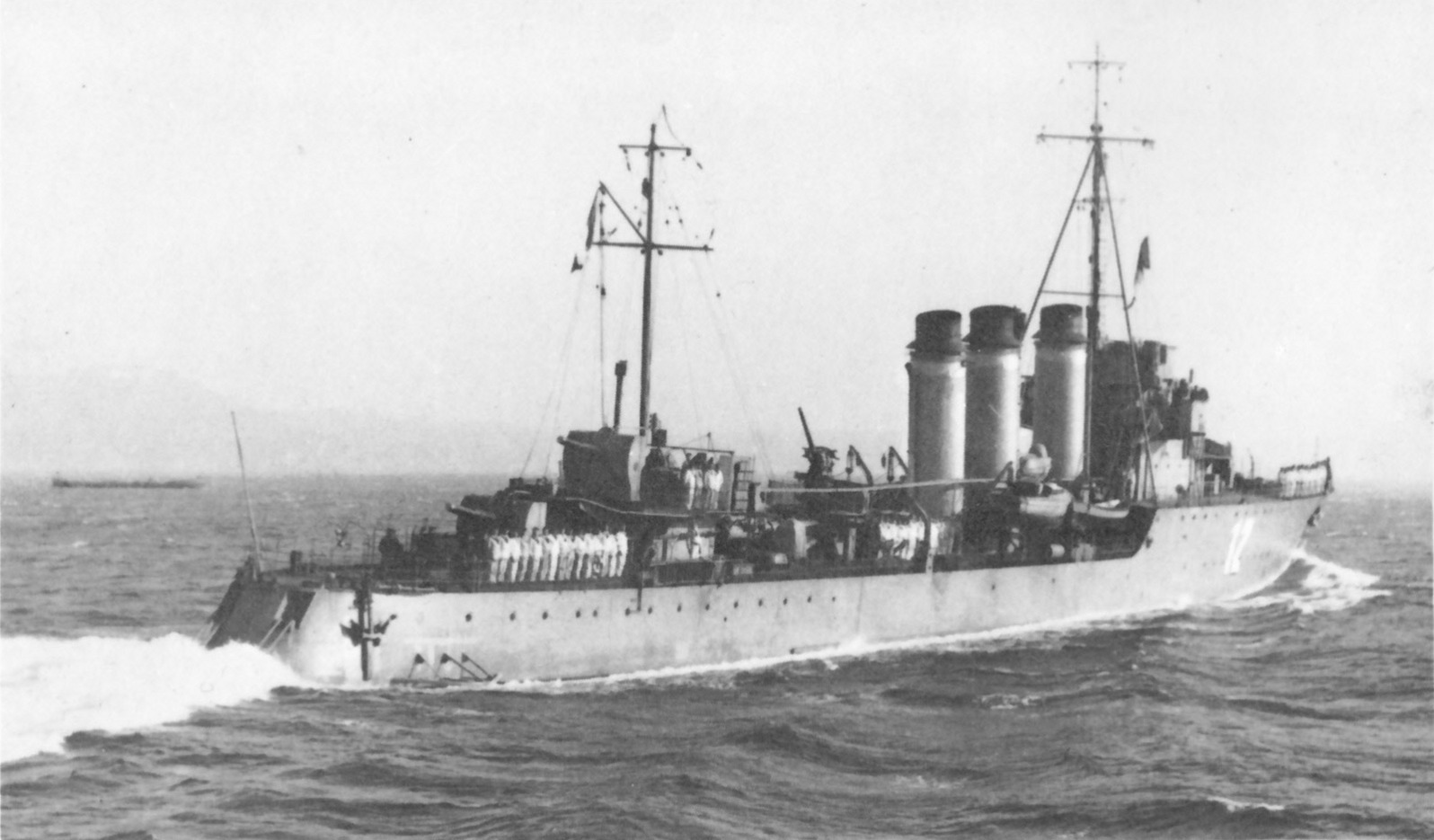
"Bourrasque"
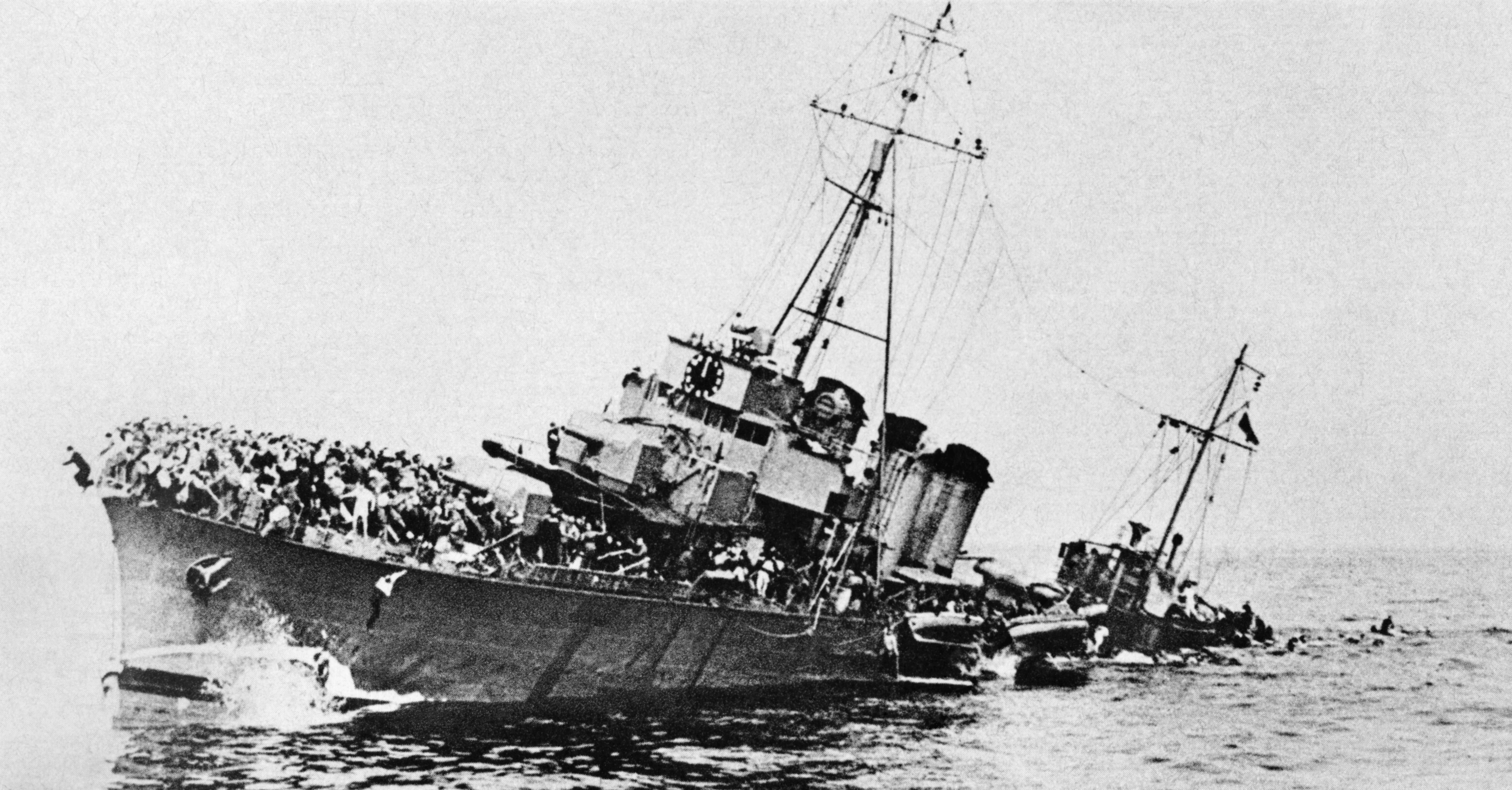
"Bourrasque"
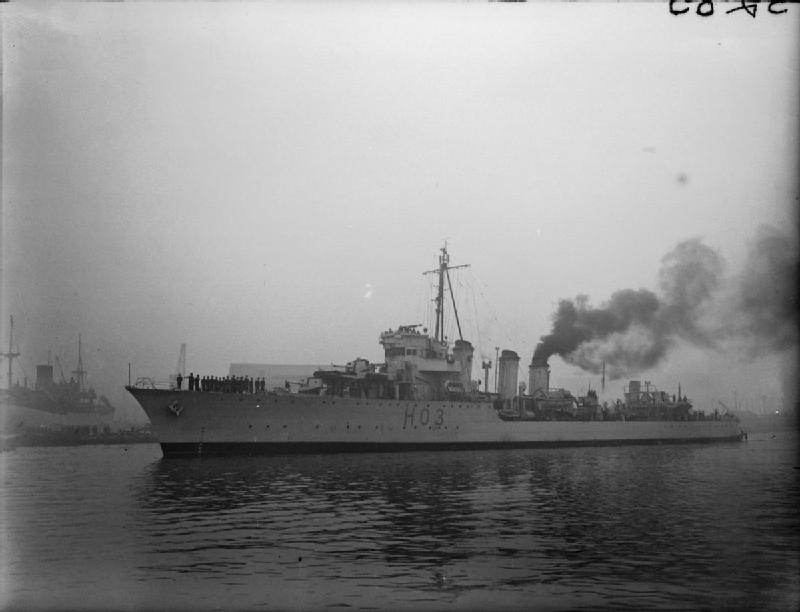
"Mistral"
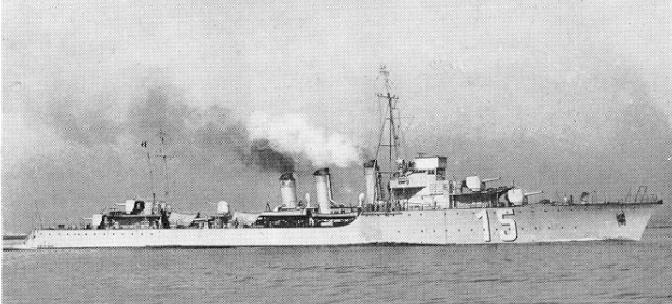
"Ouragan"
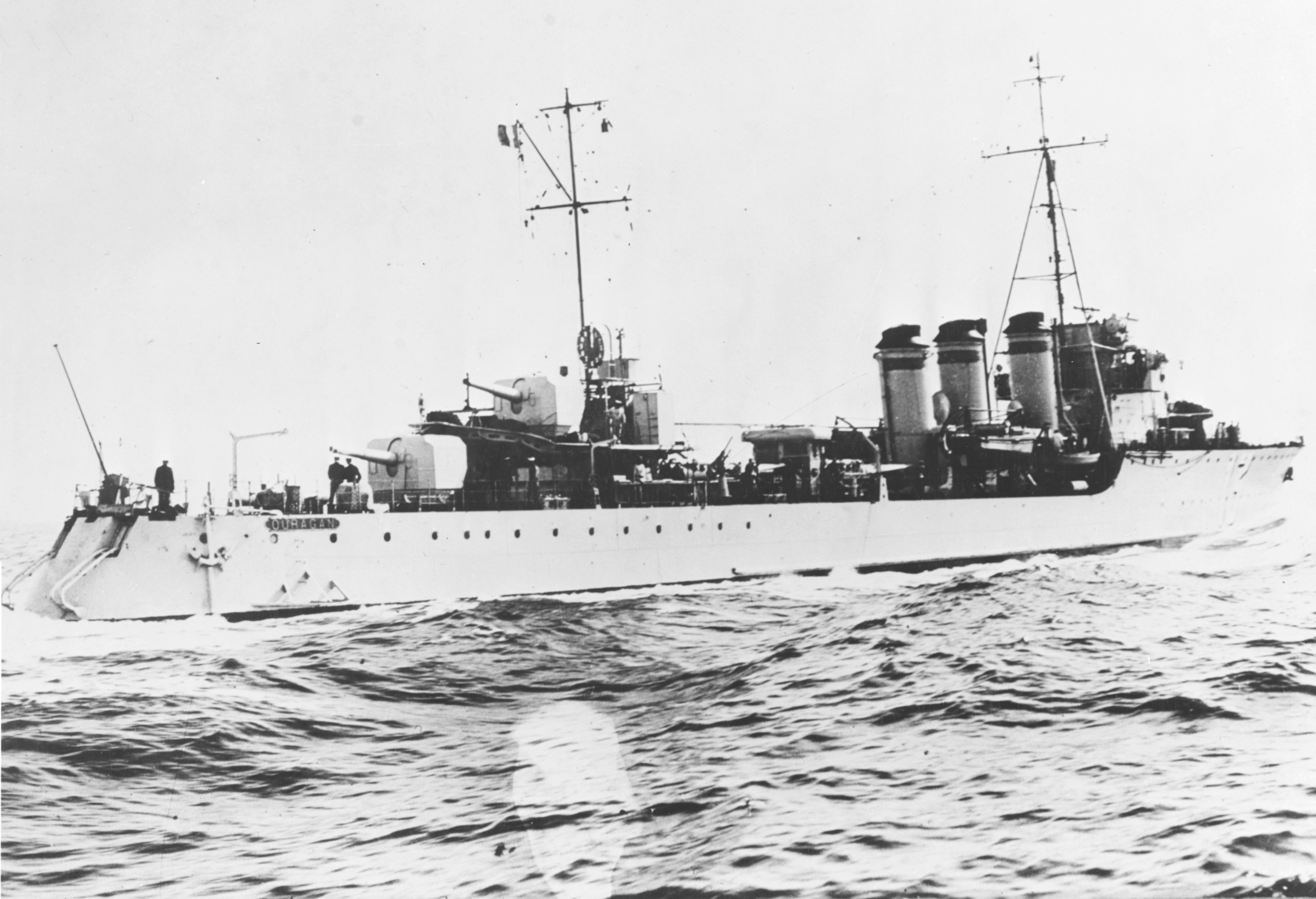
"Ouragan"
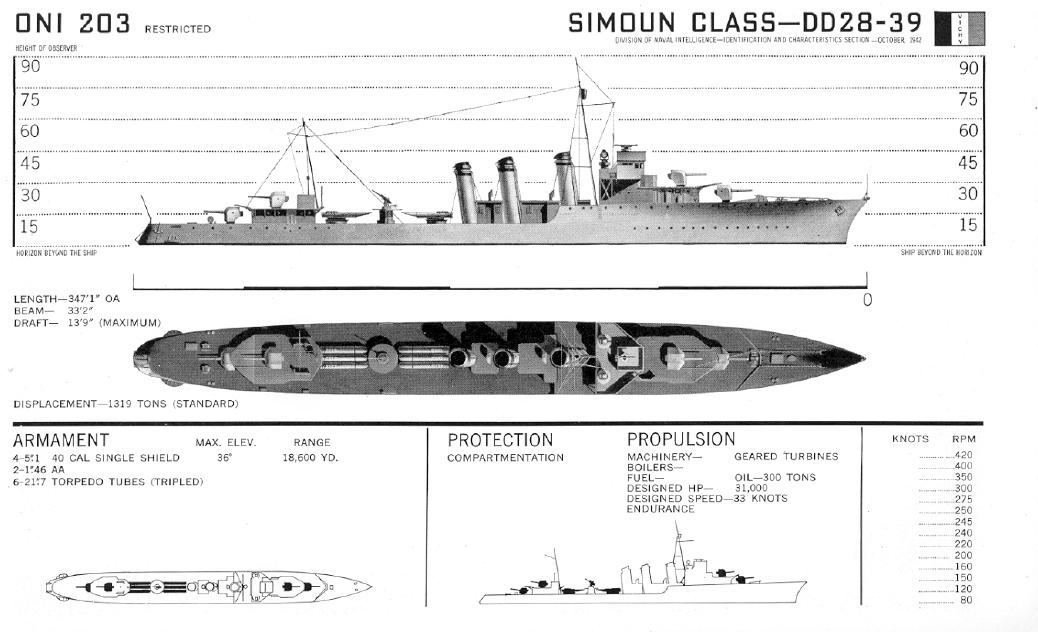
"Simoun"
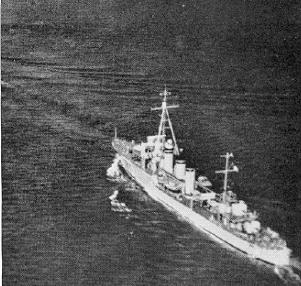
"Simoun"
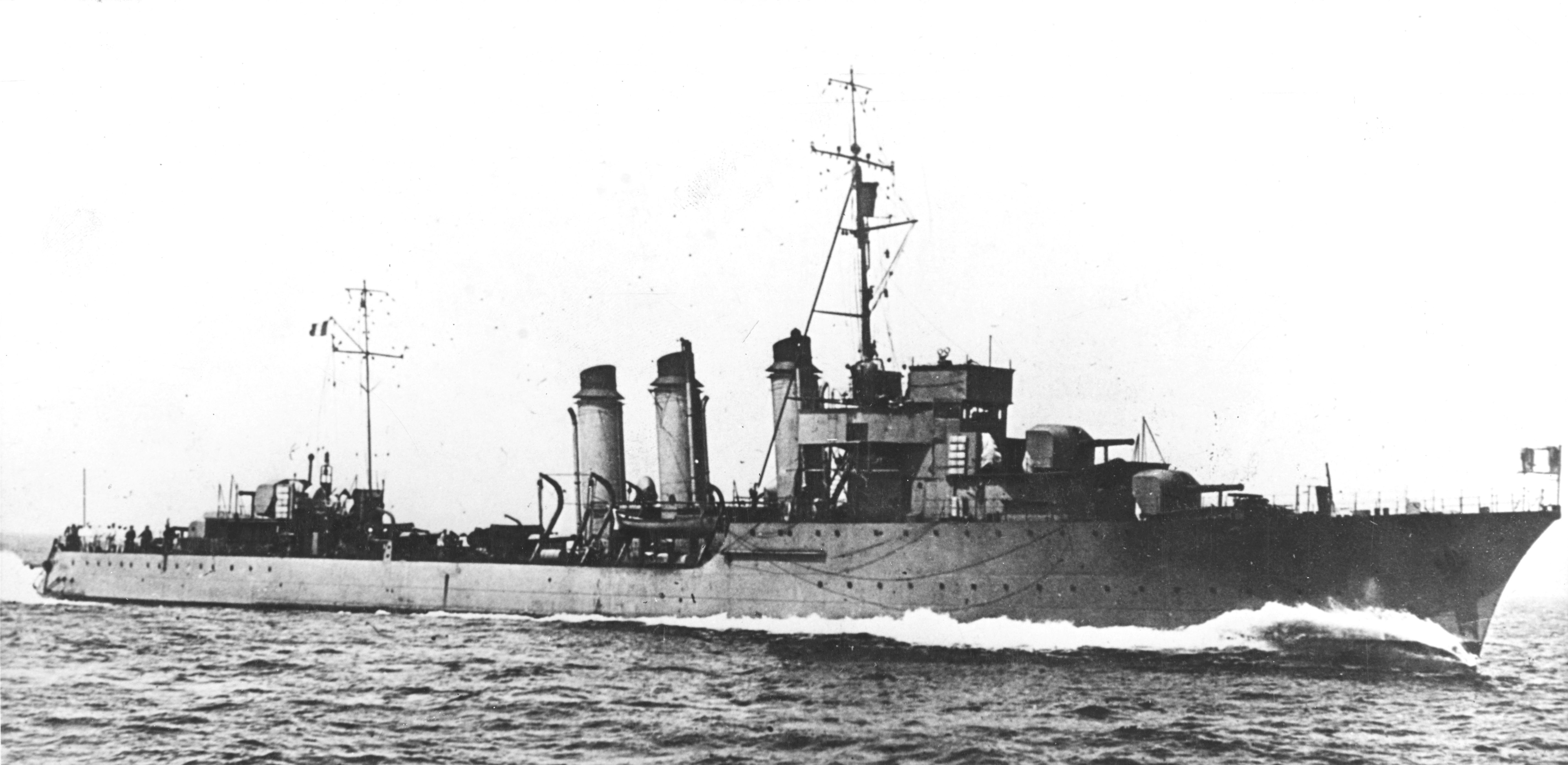
"Siroco"